# Comuna Talea, Prahova
Talea este o comună în județul Prahova, Muntenia, România, formată din satele Plaiu și Talea (reședința).

## Așezare
Comuna se află în nord-vestul județului, în zona de munte de pe malul drept al Prahovei. Este deservită de șoseaua județeană DJ206, care o leagă de orașul Breaza.

## Demografie
Componența etnică a comunei Talea
     Români (96,76%)
     Alte etnii (0%)
     Necunoscută (3,24%)
Componența confesională a comunei Talea
     Ortodocși (96,43%)
     Alte religii (3,57%)
Conform recensământului efectuat în 2021, populația comunei Talea se ridică la 925 de locuitori, în scădere față de recensământul anterior din 2011, când fuseseră înregistrați 1.074 de locuitori. Majoritatea locuitorilor sunt români (96,76%), iar pentru 3,24% nu se cunoaște apartenența etnică. Din punct de vedere confesional, majoritatea locuitorilor sunt ortodocși (96,43%).

## Politică și administrație
Comuna Talea este administrată de un primar și un consiliu local compus din 9 consilieri. Primarul, Cristian Neagoe[*], de la Partidul Social Democrat, este în funcție din 2012. Începând cu alegerile locale din 2024, consiliul local are următoarea componență pe partide politice:
|  | Partid                          | Consilieri | Componența Consiliului | Componența Consiliului | Componența Consiliului | Componența Consiliului | Componența Consiliului |
|  | ------------------------------- | ---------- | ---------------------- | ---------------------- | ---------------------- | ---------------------- | ---------------------- |
|  | Partidul Social Democrat        | 5          |                        |                        |                        |                        |                        |
|  | Partidul Național Liberal       | 2          |                        |                        |                        |                        |                        |
|  | Alianța pentru Unirea Românilor | 1          |                        |                        |                        |                        |                        |
|  | Partidul Mișcarea Populară      | 1          |                        |                        |                        |                        |                        |

## Istorie
La sfârșitul secolului al XIX-lea, comuna făcea parte din plaiul Peleș al județului Prahova, era formată din aceleași două sate ca și astăzi, și avea 841 de locuitori. În comună erau o școală și două biserici — una din 1790 și cea din 1878. Anuarul Socec din 1925 o consemnează în aceeași plasă și în aceeași configurație, având 1065 de locuitori.
La sfârșitul perioadei interbelice, comuna era arondată plășii Sinaia din județul Prahova. În 1950, a trecut la raionul Câmpina din regiunea Prahova și (după 1952) din regiunea Ploiești. După 1968, comuna a revenit la județul Prahova, reînființat.